# Hespérie de l'aigremoine
Pyrgus malvoides
Espèce
Statut de conservation UICN

 LC  : Préoccupation mineure
L’Hespérie de l'aigremoine ou Tacheté austral (Pyrgus malvoides) est une espèce de lépidoptères (papillons) de la famille des Hesperiidae et de la sous-famille des Pyrginae.
Cette espèce est très proche de Pyrgus malvae, qu'elle remplace dans le Sud-Ouest de l'Europe.

## Morphologie
L'imago de Pyrgus malvoides  est un petit papillon, avec une LAA variant de 11 à 13 mm.
Il a une anatomie très proche de celle de l'espèce jumelle Pyrgus malvae : les deux espèces sont réputées indiscernables par les caractères alaires, mais elles diffèrent par la structure de leurs organes génitaux.

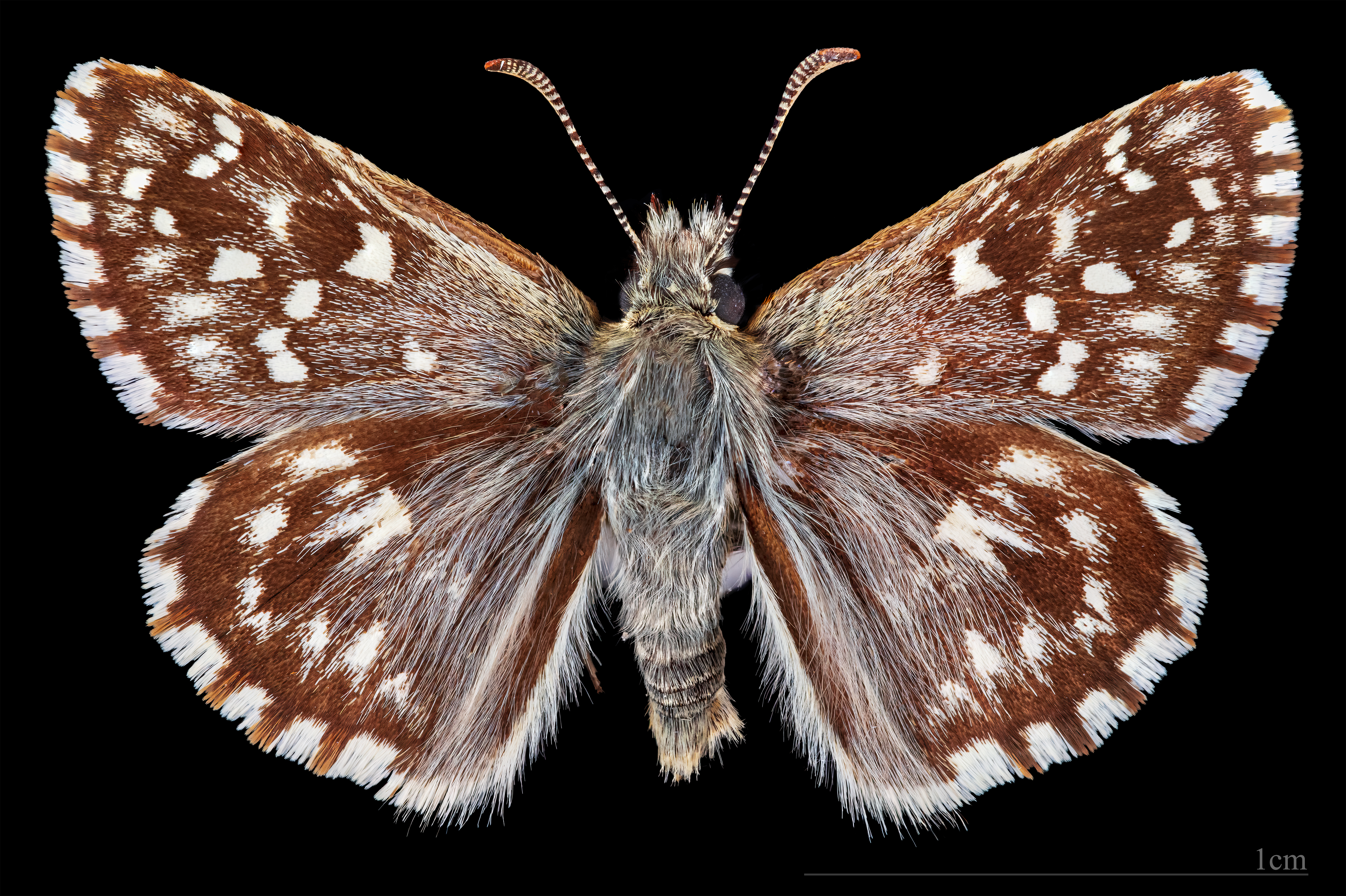
Pyrgus malvoide ♂ MHNT
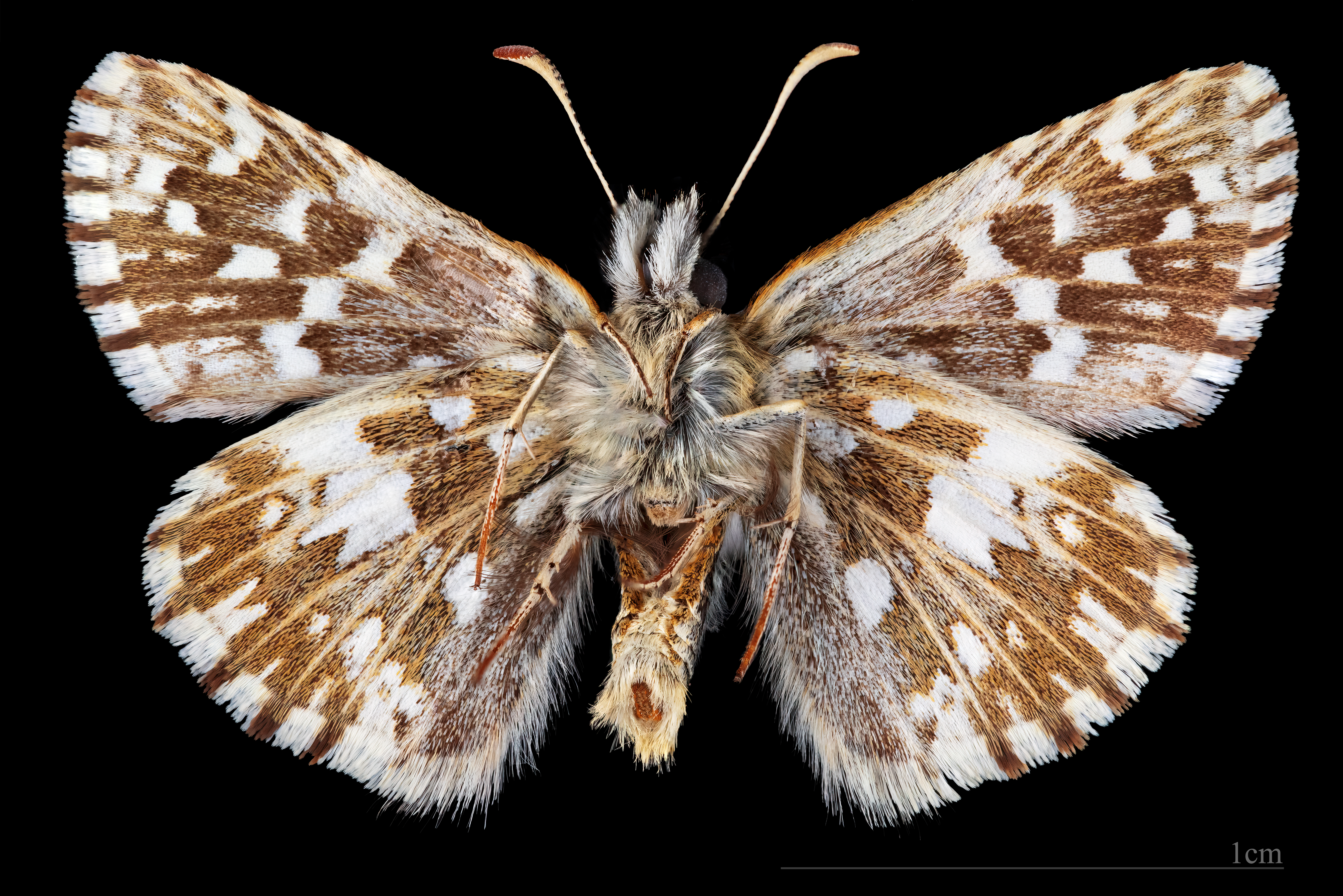
Pyrgus malvoide ♂  △

## Biologie
- Période de vol : avril à août, période et nombre de générations variables suivant les altitudes.
- Plantes hôtes : potentilles, en particulier Potentilla hirta et Agrimonia eupatoria.

## Distribution
Pyrgus malvoides est présente dans la péninsule Ibérique, dans le Sud de la France et de la Suisse, et en Italie. Elle remplace dans ces régions Pyrgus malvae, qui peuple le reste de l'Europe.